# Franz Xaver Choter
Franz Xaver Choter (Liebisch (Estíria) 1800 - Viena, 1852) fou un pianista austríac.
Va fer els estudis de piano en el Gimnàs de Freyberg i es traslladà a Viena el 1819 per seguir la carrera de dret, però el 1824 abandonà les lleis per a consagrar-se de ple a la música. El 1828 ja era conegut a Viena com a excel·lent pianista i elegant compositor.
Va compondre nombroses fantasies i rondines, que, realment, no tenen gran vàlua.